# Ksar Al Kebir
Ksar Al Kebir (arabsky: القصر الكبير, berbersky: ⵍⵇⵚⵔ ⵍⴽⴱⵉⵔ), je město v severním Maroku. Podle sčítání lidu z roku 2014 zde žije 126 617 obyvatel. Nachází se nedaleko města Laraš v regionu Tanger-Tetuán-Al-Husajma, na středním toku řeky Lukus.
Název města v překladu znamená "velký palác" nebo "velká pevnost".

## Historie
Historie města sahá až k Féničanům a Kartagincům, kteří se v oblasti usadili v prvním tisíciletí př. n. l. V té době se město stalo součástí římské provincie Mauretania Tingitana jako pevnost pod názvem Oppidum Novum. V prvních letech christianizace mělo město vlastního biskupa. V roce 720 se zde objevil souk-tržnice Ketama, kudy projížděly karavany a vojska na cestě do Al-Andalusu nebo Fesu. Na konci reconquisty se stalo osadou pro muslimské a židovské obyvatelstvo prchající z Al-Andalusu, přičemž zde žilo velké množství mudrců a duchovních uprchlíků.
Nejvýznamnější historickou událostí je bitva u Alcácer-Quibiru neboli bitva tří králů, v níž v roce 1578 padli portugalský král Sebastian I., bývalý sultán Mulaj Ahmed a saadský sultán Mulaj Abd al-Malik, což znamenalo konec portugalských pokusů o dobytí Maroka.

## Infrastruktura
Nedaleko města vede marocká státní silnice N1. Městem prochází železniční trať spojující Tanger, Kenitru, Rabat, Casablanku a Marrakéš.